# Anders Carlson
Anders Bjorn Carlson (Colorado Springs, 16 giugno 1998) è un giocatore di football americano statunitense che milita nel ruolo di kicker e che è free agent. Al college ha giocato per l'Università di Auburn. È il fratello minore di Daniel Carlson anch'egli kicker nella NFL.

## Carriera universitaria
Carlson, originario di Colorado Springs in Colorado, frequentò la locale The Classical Academy dove giocò a football, calcio e pallacanestro.
Nel 2016 ricevette varie offerte di borse di studio, tra cui da Oklahoma State e Vanderbilt ma scelse di andare a giocare all'Università di Auburn con i Tigers impegnati nella Southeastern Conference (SEC) della Divisione I della Football Bowl Subdivision (FBS) della NCAA. Qui ritrovò il fratello Daniel come kicker titolare e nella sua prima stagione fu kicker di riserva e quindi passò l'annata come redshirt, ossia potendo allenarsi con la squadra ma non disputare partite ufficiali, per poi diventare kicker titolare dalla stagione successiva quando suo fratello passò nei professionisti. La sua migliore stagione fu quella 2020, quando venne inserito a fine anno nel Second-Team All-American e nel First-Team All-SEC.
Carlson concluse la sua carriera al college divenendo il secondo miglior kicker di Auburn per punti segnati (410) e per field goal trasformati (79) e terzo per extra point realizzati (173).
A gennaio 2023 Carlson fu invitato a partecipare alla NFL Scouting Combine in vista del draft 2023.
| 2017   | Auburn | FBS Div. I | SEC    | 0  | redshirt | redshirt | redshirt | -  | -   | -    | -  | -   |
| 2018   | Auburn | FBS Div. I | SEC    | 13 | 44       | 44       | 100,0    | 15 | 25  | 60,0 | 53 | 89  |
| 2019   | Auburn | FBS Div. I | SEC    | 13 | 48       | 49       | 98,0     | 18 | 25  | 72,0 | 52 | 102 |
| 2020   | Auburn | FBS Div. I | SEC    | 11 | 24       | 25       | 96,0     | 20 | 22  | 90,9 | 50 | 84  |
| 2021   | Auburn | FBS Div. I | SEC    | 10 | 35       | 36       | 97,2     | 14 | 21  | 66,7 | 49 | 77  |
| 2022   | Auburn | FBS Div. I | SEC    | 9  | 22       | 22       | 100,0    | 12 | 17  | 70,6 | 46 | 58  |
| Totale | Totale | Totale     | Totale | 56 | 173      | 176      | 98,3     | 79 | 110 | 71,8 | 53 | 410 |

Fonte: Football Database
In grassetto i record personali in carriera

## Carriera professionistica

### Green Bay Packers
Carlson fu scelto nel corso del sesto giro (207º assoluto) del Draft NFL 2023 dai Green Bay Packers. Il 5 maggio 2023 firmò il suo contratto da rookie: un quadriennale da 4 milioni di dollari.
Carlson debuttò da professionista il 10 settembre 2023, nella gara di settimana 1 vinta 38-20 sui Chicago Bears in cui segnò cinque extra point e realizzò un field goal da 52 yard. Nella gara del terzo turno Carlson nell'ultimo quarto di gioco segnò prima un field goal da 38 yard e poi l'extra point che permise ai Packers di rimontare e portarsi sul definitivo punteggio di 18-17 contro i New Orleans Saints.
Il suo primo errore arrivò nella gara del settimo turno, la sconfitta 12-19 contro i Denver Broncos, in cui non realizzò il primo field goal della gara da 47 yard, fermando la sua striscia positiva  di inizio carriera a sette field goal realizzati di fila. Nella gara di settimana 10, la sconfitta 19-23 contro i Pittsburgh Steelers, Carlson mancò il suo primo extra point in carriera, dopo 16 segnati, con il suo calcio bloccato dal cornerback avversario Patrick Peterson, partita in cui comunque realizzò due field goal e un extra point. Dopo la sconfitta 22-24 subita nella gara di settimana 14 contro i New York Giants in cui segnò tre field goal, di cui uno da 48 yard, ma né mancò un quarto da 45 yard, le sue prestazioni furono criticate, anche per le sue statistiche fin qui in stagione che lo ponevano in basso tra i 32 kicker della lega: 24º per precisione nei field goal (80,0%) e ultimo negli extra point (88,9%).
Nella gara del sedicesimo turno contro i Carolina Panthers risultò invece decisivo: dopo aver sbagliato la conversione del quarto extra point in stagione, realizzò prima un field goal da 53 yard, suo record personale, e poi, a 19 secondi dal termine e il punteggio in parità, un secondo field goal da 32 yard che diede la vittoria ai Packers per 33-30. Nella gara successiva, la vittoria 33-10 contro i Minnesota Vikings mise a tabellino nove punti segnando due field goal e tre extra point, ma sbagliando il suo quinto extra point stagionale. Nella partita finale della stagione regolare, la vittoria 17-9 contro i Bears che garantí ai Packers la qualificazione ai playoff, Carlson segnó i due extra point e uno dei due field goal calciati. Concluse la sua annata da debuttante con l'81,8% di field goal segnati, il più lungo da 53 yard, e l'87,2% di extra point.
Carlson esordì nei play-off il 14 gennaio 2024, nella gara delle Wild Card contro i Dallas Cowboys vinta 48-32, in cui non calció field goal ma realizzò sei dei sette extra point calciati. Nella gara successiva, il Divisional round contro i San Francisco 49ers, dopo aver segnato un extra point e due field goal, Carson sbaglió un field goal da 41 yard  a tre minuti dal termine che avrebbe portato i Packers avanti di sette punti, quindi nell'azione successiva i 49ers segnarono il touchdown che li fece vincere con un vantaggio di tre punti. Fu la decima gara nelle ultime dodici in cui Carlson sbaglió un calcio.
Il 27 agosto 2024, prima dell'inizio della nuova stagione, Carlson fu svincolato.

### San Francisco 49ers
Il 15 ottobre 2024 Carlson firmò per la squadra di allenamento dei San Francisco 49ers che nella partita di settimana 5 aveva perso il kicker titolare Jake Moody per un infortunio all'anca e poi nella partita successiva il sostituto Matthew Wright per un infortunio alla spalla. Quattro giorni dopo fu elevato nel roster attivo per la partita del settimo turno contro i campioni in carica dei Kansas City Chiefs. Nella gara, terminata 18-28 per i Chiefs, Carlson segnò entrambi i field goal tentati, con il secondo da 55 yard il più lungo segnato in carriera, ma sbagliò l'unico extra point calciato. Fu chiamato a giocare anche per la gara successiva, la vittoria 30-24 contro i Dallas Cowboys, in cui segnò i tre extra point e i tre field goal calciati, il più lungo da 50 yard. Il 5 novembre 2024, subito dopo la settimana di pausa del nono turno e con il titolare Moody pronto a riprendere il suo posto in squadra, i 49ers svincolarono Carlson.

### New York Jets
L'8 novembre 2024 Carlson firmò con la squadra di allenamento dei New York Jets. Fu elevato per la gara dell'undicesimo turno contro gli Indianapolis Colts in cui segnò i tre extra point e i due field goal calciati, di cui il primo da 58 yard, nuovo suo record personale. Il 19 novembre fu promosso nel roster attivo. Dopo che nella gara del sedicesimo turno, la sconfitta 9-19 contro i Los Angeles Rams, sbaglió un field goal e un extra point, fu tenuto a riposo per il successivo incontro di settimana 17 contro i Buffalo Bills in cui gli fu preferito Greg Zuerlein che rientrava da un infortunio al ginocchio. Il 30 dicembre fu svincolato dopo aver fatto con i Jets cinque presenze con otto field goal realizzati su dieci tentati e due extra point sbagliati su undici calciati.
Il 14 gennaio 2025 firmò da riserva/contratto futuro con i Jets. Il 18 giugno 2025 Carlson fu svincolato.

## Statistiche

### Stagione regolare
| 2023   | GB          | 17 | 27 | 33 | 81,8  | 52 | 34 | 39 | 87,2 | 115 |
| 2024   | SF          | 2  | 5  | 5  | 100,0 | 55 | 3  | 4  | 75,0 | 18  |
| 2024   | NYJ         | 5  | 8  | 10 | 80,0  | 58 | 9  | 11 | 81,2 | 33  |
| 2024   | Totale 2024 | 7  | 13 | 15 | 86,6  | 58 | 12 | 15 | 80,0 | 51  |
| Totale | Totale      | 24 | 40 | 48 | 83,3  | 58 | 46 | 54 | 85,2 | 166 |

### Play-off
| 2023   | GB     | 2 | 7 | 8 | 87,5 | 2 | 3 | 66,7 | 29 | 13 |
| Totale | Totale | 2 | 7 | 8 | 87,5 | 2 | 3 | 66,7 | 29 | 13 |

Fonte: Football Database

## Famiglia
Carlson ha seguito l'identico percorso sportivo del fratello maggiore Daniel che è stato prima kicker al college per Auburn e poi è entrato nella NFL selezionato nel draft 2018.